# 遺憾
遺憾（いかん）とは、一般には、期待通りではなく「不満だ」という意味で、期待したようにならずに、心残りに思うこと。

## 外交表現における使用
「遺憾」の語は日本において外交表現として用いられる。日本政府の視点で好ましくない他の国の行動に対して、遺憾の意を表すと言うかたちで外交的メッセージを発する。産経新聞や東急総合研究所の丸山秀樹は、日本政府では批判的意見を示す際に8段階の外交表現（プロトコル）が用いられており、「懸念」「深く懸念」「憂慮」「深く憂慮」「遺憾」「極めて遺憾」「非難」「断固非難」の順に強いニュアンスとなると解釈している。2020年の中華人民共和国香港特別行政区国家安全維持法制定を受けた際には「遺憾」、尖閣諸島周辺領海への侵入の際には「誠に遺憾」、大韓民国において元従軍慰安婦への賠償を行うように命じた地裁判決に対しては「極めて遺憾」の表現を用いている。この場合の遺憾は英語で「regret」と訳される。
また、外務省の令和6年1月28日の「極めて憂慮」は外務省公式英訳では「extremely concerned」、令和5年12月13日の「深刻な懸念」は英訳では「serious concern」、令和3年12月22日の「強い遺憾の意」は英訳では「strong regret」、令和7年3月25日の「強く懸念し、憂慮」は英訳では「strongly concerned」、平成26年3月31日の「深く失望」は英訳では「disappointed」、令和7年6月13日の「到底許容できず、極めて遺憾であり、今回の行動を強く非難します」は英訳では「completely unacceptable and deeply regrettable. The Government of Japan strongly condemns these actions.」、令和4年3月15日の「断じて認められず、我が国は最も強い言葉でこれを非難いたします」は英訳では「It is completely unacceptable and Japan condemns it in the strongest possible terms」となっている。
Regret(遺憾)は、すでに起きたことについて残念に思うという意味で、Concern(懸念、憂慮)は、まだ起きていないこと、これから起きるであろうことについて心配しているという意味である。